# Mbinga (district)
Le district de Mbinga est l'un des cinq districts de la région de Ruvuma, en Tanzanie.

## Géographie
Situé à l'extrême sud-ouest du pays, le district de Mbinga est bordé au nord par la région de Njombe, à l'est par le district rural de Songea et le district urbain de Songea, au sud par le Mozambique et à l'ouest par le lac Malawi.
Il a une superficie de 11 396 km2 et sa population s'élève à 404 799 habitants (recensement de 2002).

## Administration
Le district est découpé en 37 arrondissements (wards) :
| - Chiwanda - Kigonsera - Kihagara - Kihangi Mahuka - Kilimani - Kilosa - Kingerikiti - Kitura - Langiro - Liparamba - Lipingo - Linda - Litembo | - Lituhi - Litumbandyosi - Liuli - Maguu - Matiri - Mbaha - Mbamba Bay - Mbangamao - Mbinga (ville) - Mbuji - Mikalanga - Mkumbi - Mpapa | - Mpepai - Mtipwili - Myangayanga - Ndongosi - Ngima - Ngumbo - Nyoni - Ruanda - Tingi - Ukata - Utiri |